# هرولد هام
هرولد هام (انگلیسی: Harold Hamm؛ زادهٔ ۱۱ دسامبر ۱۹۴۵) کارآفرین اهل ایالات متحده آمریکا است، که در سال ۱۹۶۷ شرکت نفتی کانتیننتال ریسورس را تأسیس کرد.